# Liste des missions archéologiques en Égypte
Les missions archéologiques en Égypte sont autorisées par le « Supreme Council of Antiquities » (SCA).

## Missions archéologiques allemandes
| Région | Site | Projet | Directeur | Web | Lien |
| ------ | ---- | ------ | --------- | --- | ---- |
|        |      |        |           |     |      |

## Missions archéologiques américaines
| Région | Site | Projet | Directeur | Web | Lien                                    |
| ------ | ---- | ------ | --------- | --- | --------------------------------------- |
|        |      |        |           |     | Centre de recherche américain en Égypte |

## Missions archéologiques anglaises
| Région       | Site                                         | Projet                                   | Directeur                                    | Web  | Lien                                                         |
| ------------ | -------------------------------------------- | ---------------------------------------- | -------------------------------------------- | ---- | ------------------------------------------------------------ |
|              |                                              |                                          |                                              |      | Société d'exploration de l'Égypte(Egypt Exploration Society) |
| Gourob       |                                              | Harem Palace Project                     | Ian Shaw                                     | site |                                                              |
| Gizeh        |                                              | Ancient Egypt Research Associates (AERA) | Mark Lehner                                  | site |                                                              |
|              | Tombes de Karakhamon, Karabasken et Irtyerou | South Asasif Conservation Project        | Elena Pischikova                             | site |                                                              |
| Saqqarah     | Tombes de Niankh-Khnoum et Khnoum-Hetep      |                                          | Yvonne Harpur                                |      |                                                              |
| Memphis      |                                              |                                          | David G. Jeffreys(Egypt Exploration Society) | site |                                                              |
| Saqqarah     | Kom Helul                                    |                                          | Paul T. Nicholson(Egypt Exploration Society) | site |                                                              |
| Thèbes ouest | Vallée des RoisTombe d'Horemheb (KV57)       |                                          | Geoffrey T. Martin                           |      |                                                              |

## Missions archéologiques argentines
| Région | Site | Projet | Directeur | Web | Lien                                               |
| ------ | ---- | ------ | --------- | --- | -------------------------------------------------- |
|        |      |        |           |     | Centro de Estudios de Historia del Antiguo Oriente |

## Missions archéologiques australiennes
| Région       | Site                                                            | Projet | Directeur         | Web | Lien                                 |
| ------------ | --------------------------------------------------------------- | ------ | ----------------- | --- | ------------------------------------ |
|              |                                                                 |        |                   |     | Centre australien pour l'égyptologie |
| Saqqara      | Cimetière de la pyramide de Téti                                |        | Naguib Y Kanawati |     |                                      |
| Thèbes ouest | Dra Abou el NaggaTT147 NeferrenpetTT148 Amenemopet TT233 Shuroy |        | Boyo G. Ockinga   |     |                                      |

## Missions archéologiques autrichiennes
| Région | Site | Projet | Directeur | Web | Lien |
| ------ | ---- | ------ | --------- | --- | ---- |
|        |      |        |           |     |      |

## Missions archéologiques belges
| Région | Site | Projet | Directeur | Web | Lien                                      |
| ------ | ---- | ------ | --------- | --- | ----------------------------------------- |
|        |      |        |           |     | Association égyptologique Reine Élisabeth |

## Missions archéologiques canadiennes
| Région | Site | Projet | Directeur | Web | Lien |
| ------ | ---- | ------ | --------- | --- | ---- |
|        |      |        |           |     |      |

## Missions archéologiques espagnoles
| Région                | Site                    | Projet                                      | Directeur                          | Web  | Lien |
| --------------------- | ----------------------- | ------------------------------------------- | ---------------------------------- | ---- | ---- |
| Thèbes ouest          | TT11, Tombe de Djéhouty | Proyecto Djehuty                            | José Manuel Galán                  |      |      |
| Thèbes ouest          |                         | Proyecto Visir Amen-Hotep-Huy               | Francisco José Martin Valentin     | site |      |
| Thèbes ouest          | Tombe de Sénènmout      | Proyecto Senenmut                           | Francisco José Martin Valentin     |      |      |
| AssouanQubbet el-Hawa | Tombes des nomarques    | Proyecto Qubbet el-Hawa                     | Alejandro Jimenez Serrano          | site |      |
| Thèbes ouest          |                         | Thoutmosis III temple project               | Myriam Seco Álvarez & Attia Radwan | site |      |
| Thèbes                | TT109                   | Thebes Min ProjectMission hispano-italienne | Mila Alvarez Sosa                  | site |      |
| Thèbes                | TT28                    | Vizir Amehotep Huy Proyecto                 | José Martin Valentin               | site |      |

## Missions archéologiques finlandaises
| Région | Site | Projet | Directeur | Web | Lien |
| ------ | ---- | ------ | --------- | --- | ---- |
|        |      |        |           |     |      |

## Missions archéologiques françaises
| Région       | Site             | Projet | Directeur             | Web  | Lien                                                          |
| ------------ | ---------------- | ------ | --------------------- | ---- | ------------------------------------------------------------- |
| Alexandrie   |                  |        | Marie-Dominique Nenna |      | Centre d'études alexandrines (CEAlex)                         |
| Thèbes       |                  |        |                       |      | Centre franco-égyptien d'étude des temples de Karnak (CFEETK) |
| Louxor       |                  |        |                       |      | Institut français d'archéologie orientale                     |
| Saqqarah sud |                  |        | Philippe Collombert   |      | Mission archéologique française de Saqqâra (MafS)             |
| Saqqarah     | Temple de Bastet |        | Alain Zivie           | Site | Mission archéologique française du Bubasteion (MAFB)          |
| Tanis        |                  |        | François Leclère      |      | Mission française des fouilles de Tanis (MFFT)                |

## Mission archéologique hongroises
| Région | Site | Projet | Directeur | Web | Lien |
| ------ | ---- | ------ | --------- | --- | ---- |
|        |      |        |           |     |      |

## Missions archéologiques italiennes
| Région | Site | Projet | Directeur | Web | Lien                                      |
| ------ | ---- | ------ | --------- | --- | ----------------------------------------- |
|        |      |        |           |     | Mission archéologique italienne en Égypte |

## Missions archéologiques japonaises
| Région | Site | Projet | Directeur | Web | Lien |
| ------ | ---- | ------ | --------- | --- | ---- |
|        |      |        |           |     |      |

## Missions archéologiques mexicaines
| Région | Site | Projet | Directeur | Web | Lien |
| ------ | ---- | ------ | --------- | --- | ---- |
|        |      |        |           |     |      |

## Missions archéologiques polonaises
| Région       | Site                                | Projet       | Directeur            | Web | Lien |
| ------------ | ----------------------------------- | ------------ | -------------------- | --- | ---- |
| Thèbes ouest | Temple d'Hatchepsout Deir el-Bahari | conservation | Zbigniew S. Tadeusz, |     |      |
| Thèbes ouest | Chapelle d'Hathor                   |              | Janusz M Karkowski   |     |      |

## Missions archéologiques russes
| Région | Site | Projet | Directeur | Web | Lien |
| ------ | ---- | ------ | --------- | --- | ---- |
|        |      |        |           |     |      |

## Missions archéologiques suisses
| Région       | Site                                                                                       | Projet | Directeur           | Web  | Lien |
| ------------ | ------------------------------------------------------------------------------------------ | ------ | ------------------- | ---- | ---- |
| Thèbes ouest | Vallée des RoisTombe de Ramsès X (KV18)Tombe de Siptah (KV47)Tombe de la reine Tiâa (KV32) |        | Elina Paulin Grothe |      |      |
| Abou Roach   | Nécropole sudPyramide de Djédefrê                                                          |        | Michel Vallogia     | site |      |

## Missions archéologiques tchèques
| Région | Site | Projet | Directeur | Web | Lien                           |
| ------ | ---- | ------ | --------- | --- | ------------------------------ |
|        |      |        |           |     | Institut égyptologique tchèque |